# Paul Zielinski
Paul Zielinski (20 de novembro de 1911 - 20 de fevereiro de 1966) foi um futebolista alemão que competiu na Copa do Mundo FIFA de 1934.